# Tortella lilliputana
Tortella lilliputana är en bladmossart som beskrevs av Richard Henry Zander 1993. Tortella lilliputana ingår i släktet kalkmossor, och familjen Pottiaceae. Inga underarter finns listade i Catalogue of Life.